# カーボンナノコイル
カーボンナノコイル(Carbon Nanocoil)とは、コイル径が数nm～数百nm程度でコイル型に巻いた炭素繊維である(マイクロサイズのものはカーボンマイクロコイル(CMC)と呼ばれる)。電磁波を吸収する特性などを持ち、心臓ペースメーカーの保護など様々な分野への応用が期待されている。